# بات يور
بات يور (بالعبرية: בת יאור)، بمعنى بنت النيل, (ولدت 1933)، هو الاسم المستعار الذي تستعمله المؤرخة والكاتبة والمعلقة السياسية البريطانية جيزيل ليتمان (بالإنجليزية: Gisèle Littman)‏ والتي تختص بالكتابة عن شئون الأقليات المسيحية واليهودية في الشرق الأوسط.
ولدت بات يور بالقاهرة سنة 1933 لعائلة يهودية مصرية. اضطر أهلها للهجرة إلى لندن عقب حرب السويس وفيها تلقت دراستها الجامعية في علم الآثار من كلية لندن الجامعية ومنها انتقلت إلى جامعة جنيف حيث أتمت دراستها.
عرفت بات يور بموقفها المنتقد للإسلام بصورة عامة كما تعتبر أول من صاغت عدة ألفاظ محدثة مثل الذمية (Dhimmitude)، ويورابيا (Eurabia) في إشارة إلى تحالف محتمل بين الدول العربية والأوروبية هدفه القضاء على إسرائيل.

## روابط خارجية
- بات يور على موقع IMDb (الإنجليزية)